# Hibbertia setifera
Hibbertia setifera är en tvåhjärtbladig växtart som beskrevs av Toelken. Hibbertia setifera ingår i släktet Hibbertia och familjen Dilleniaceae. Inga underarter finns listade i Catalogue of Life.